# Siegfried Vollrath
Siegfried Vollrath (ur. 1 września 1928 w Erfurcie, zm. 28 listopada 2018 tamże) – niemiecki piłkarz występujący na pozycji napastnika oraz trener.

## Kariera piłkarska
Vollrath rozpoczął treningi w wieku juniorskim w zespole SC Erfurt. Po przerwie związanej z II wojną światową, w 1951 roku dołączył do tego samego zespołu, który już nosił nazwę Turbine Erfurt. W DDR-Oberlidze zadebiutował 4 maja 1952 w wygranym 2:1 meczu z Motorem Wismar, a 25 stycznia 1953 w przegranym 1:2 pojedynku z Motorem Zwickau strzelił swojego pierwszego ligowego gola. W sezonie 1953/1954 zdobył z zespołem mistrzostwo NRD, a sam został królem strzelców rozgrywek ligowych z 21 bramkami na koncie, współdzieląc koronę króla strzelców z Heinzem Satrapą. W sezonie 1954/1955 ponownie wywalczył z klubem mistrzostwo NRD. Zawodnikiem Turbine był do 1959 roku.
W 1960 roku grał w czwartoligowym Dynamie Erfurt, po czym zakończył karierę.
W DDR-Oberlidze rozegrał 154 spotkania i zdobył 75 bramek.

## Kariera trenerska
Karierę trenerską rozpoczął w 1971 roku, przejmując Rot-Weiß Erfurt, grający w DDR-Lidze i już w sezonie 1971/1972 awansował z nim do DDR-Oberligi. W sezonie 1972/1973 zajął z nim 12. miejsce w tych rozgrywkach, po czym odszedł z klubu.
Następnie prowadził trzecioligowe drużyny Motor Rudisleben oraz Lok Erfurt. Dwukrotnie był też trenerem Motoru Weimar, rywalizującego w rozgrywkach DDR-Ligi.